# ベッドフォードOY
ベッドフォードOY（Bedford OY）は、第二次世界大戦期にイギリスのボクスホール社で開発され、イギリス軍およびイギリス連邦軍で運用された軍用トラックシリーズの名称である。本記事では、ショートホイールベース型のベッドフォードOX（Bedford OX）についても記述する。

## 概要
ベッドフォードOY/OXを開発した工業メーカーのボクスホール社は1903年から自動車製造業に参入し、1905年に拠点をイングランド東部のベッドフォードシャーに移転、1925年からはアメリカ合衆国の自動車メーカーであるゼネラルモーターズの傘下となり、1930年から"ベッドフォード"のブランド名を冠するバス、バン、トラックタイプの車両の生産を始めていた。
第二次世界大戦前の1935年からはベッドフォードMWのシリーズ名で、後輪駆動、積載量15CWT（3/4トン）クラスの軍用小型ボンネットトラックの開発を始めており、1939年からは、同じく後輪駆動のボンネットトラック型で積載量60CWT（約3トン）のベッドフォードOY、および、OYをショートホイールベース化した積載量30CWT（約1.5トン）のベッドフォードOXの生産を開始した。
ベッドフォードOYは民間型として製造されていたベッドフォードOシリーズの改良型で、堅実な設計のボンネットトラックであった。汎用のカーゴトラック型であるGS（General Service）型のベッドフォードOYD、ウォータータンカーまたは燃料タンカー型のベッドフォードOYCなど、何種類かの派生型が開発された。1939年から1945年にかけて総計72,385両が生産され、イギリス軍やイギリス連邦軍で幅広く使用された。戦後も引き続き使用され、1950年代中旬以降になって、ベッドフォードRLシリーズに更新された。
ショートホイールベース型のベッドフォードOXはOYの半分の積載量の小型トラックとして制式化され、こちらも何種類かの派生型が生産された。汎用のカーゴトラック型はOYと同様に型番末尾にDが付くベッドフォードOXDとして製造された。ベッドフォードOXCはトラクター型の車種であった。また、装甲車型のベッドフォードOXAがOXDから改造され、948両が製造された。OXシリーズは総計24,429両が生産され、OYとOXを合わせた生産数は96,814両となっている。

## 画像

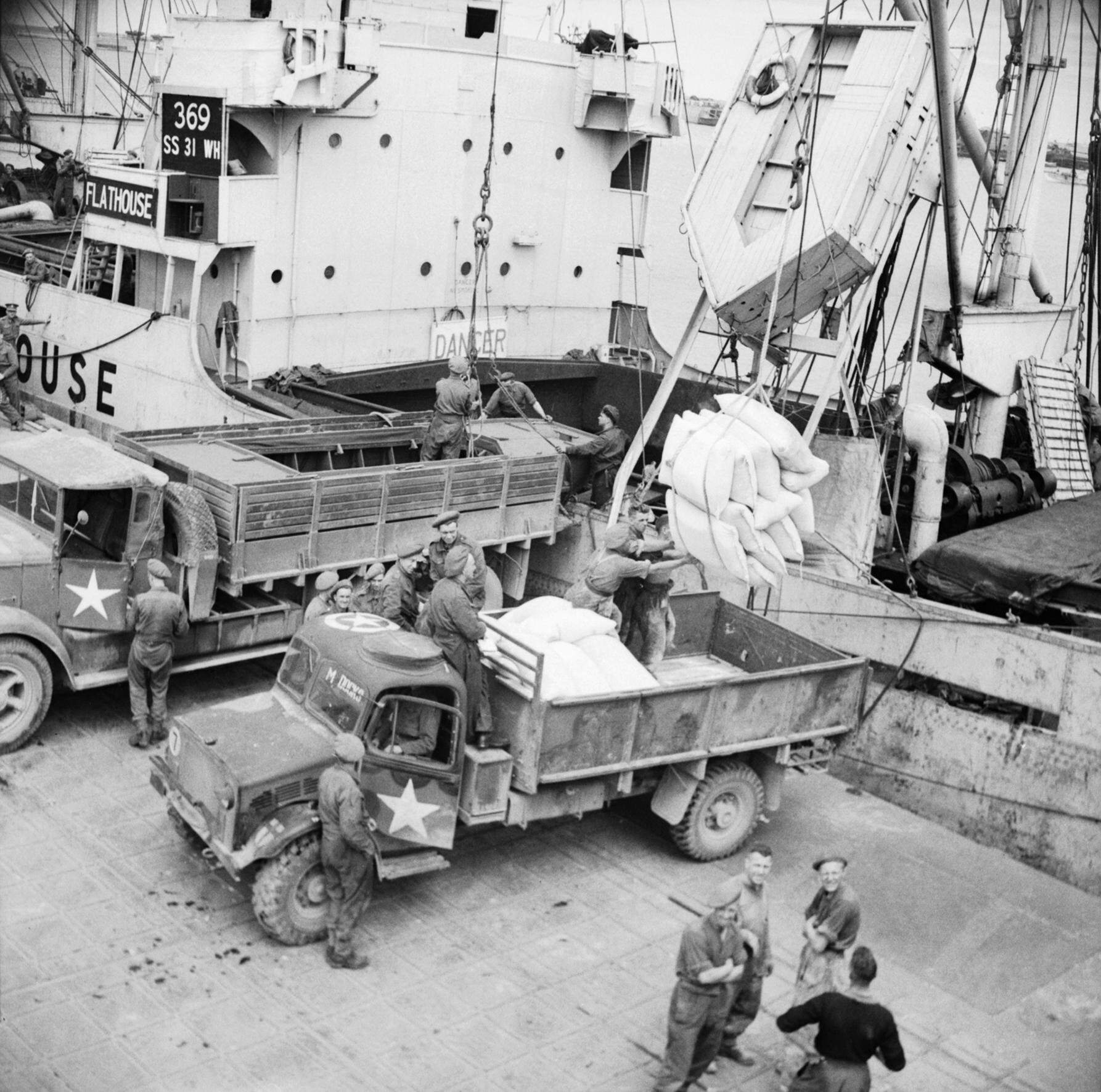
荷物の積み込みを行うベッドフォードOYD カーゴトラック型。1944年、ノルマンディー。
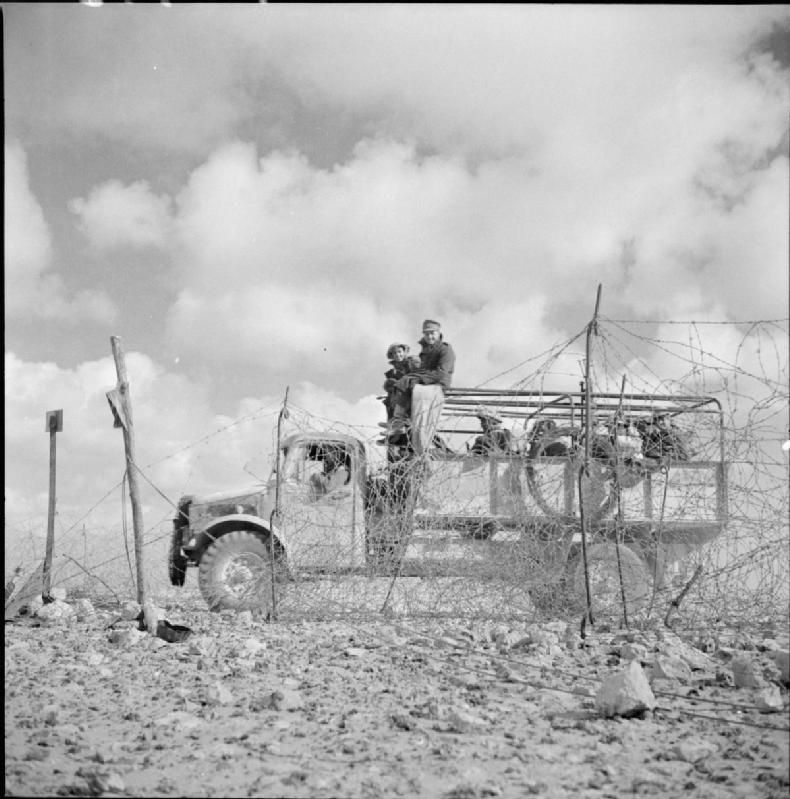
兵員輸送車として使用されるベッドフォードOYD。1941年、北アフリカ戦線。
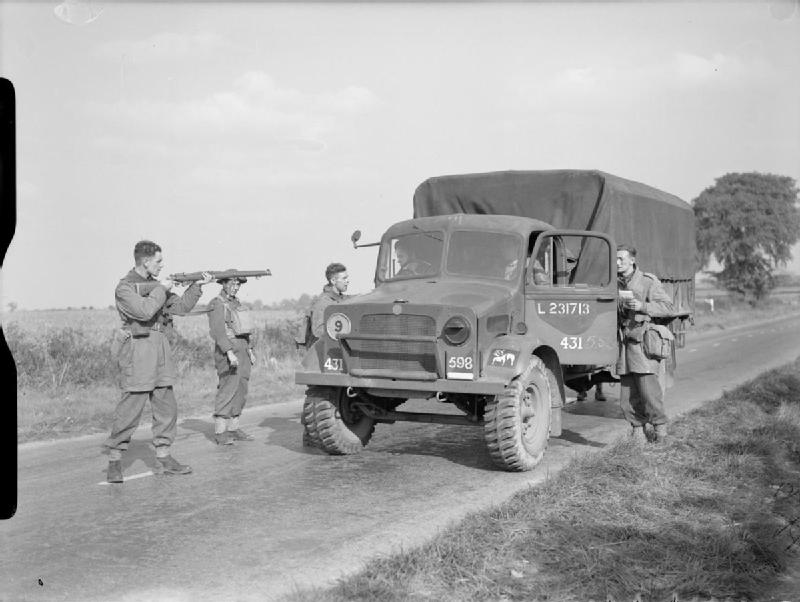
演習中、"敵兵"に止められたベッドフォードOYD。1941年10月。
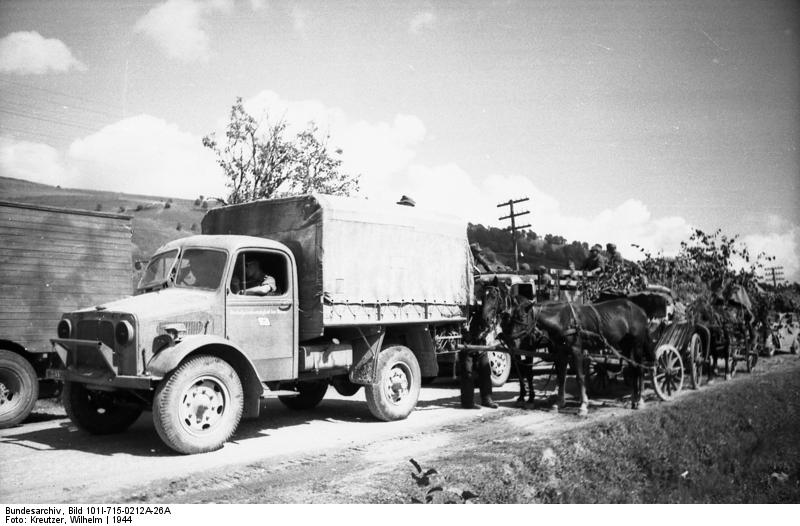
カーゴトラック型のベッドフォードOXD。ドイツ国内、1944年。
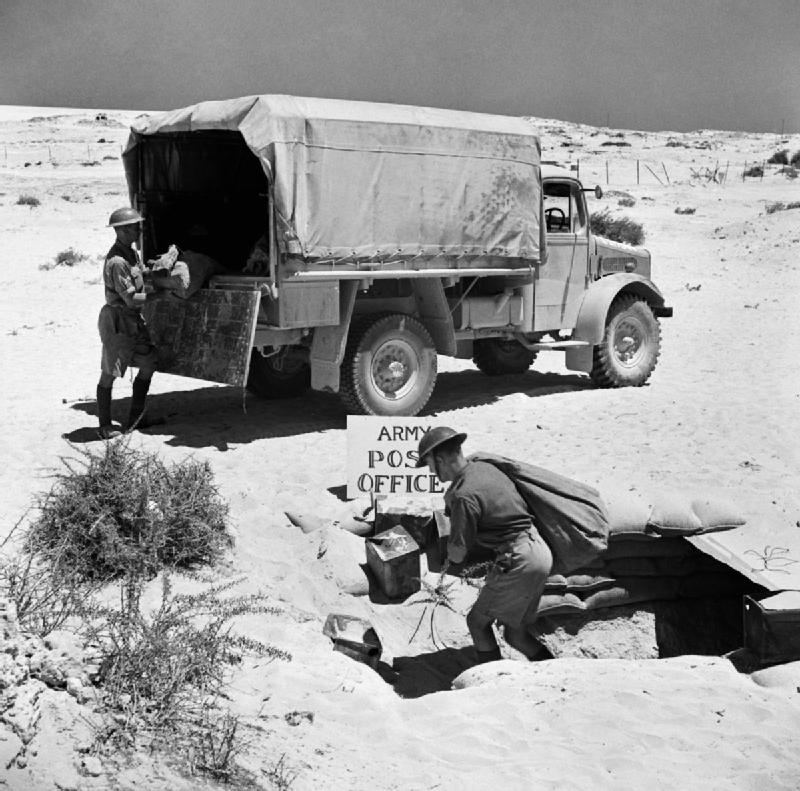
郵便物を届けるベッドフォードOXD。1941年、北アフリカ戦線。
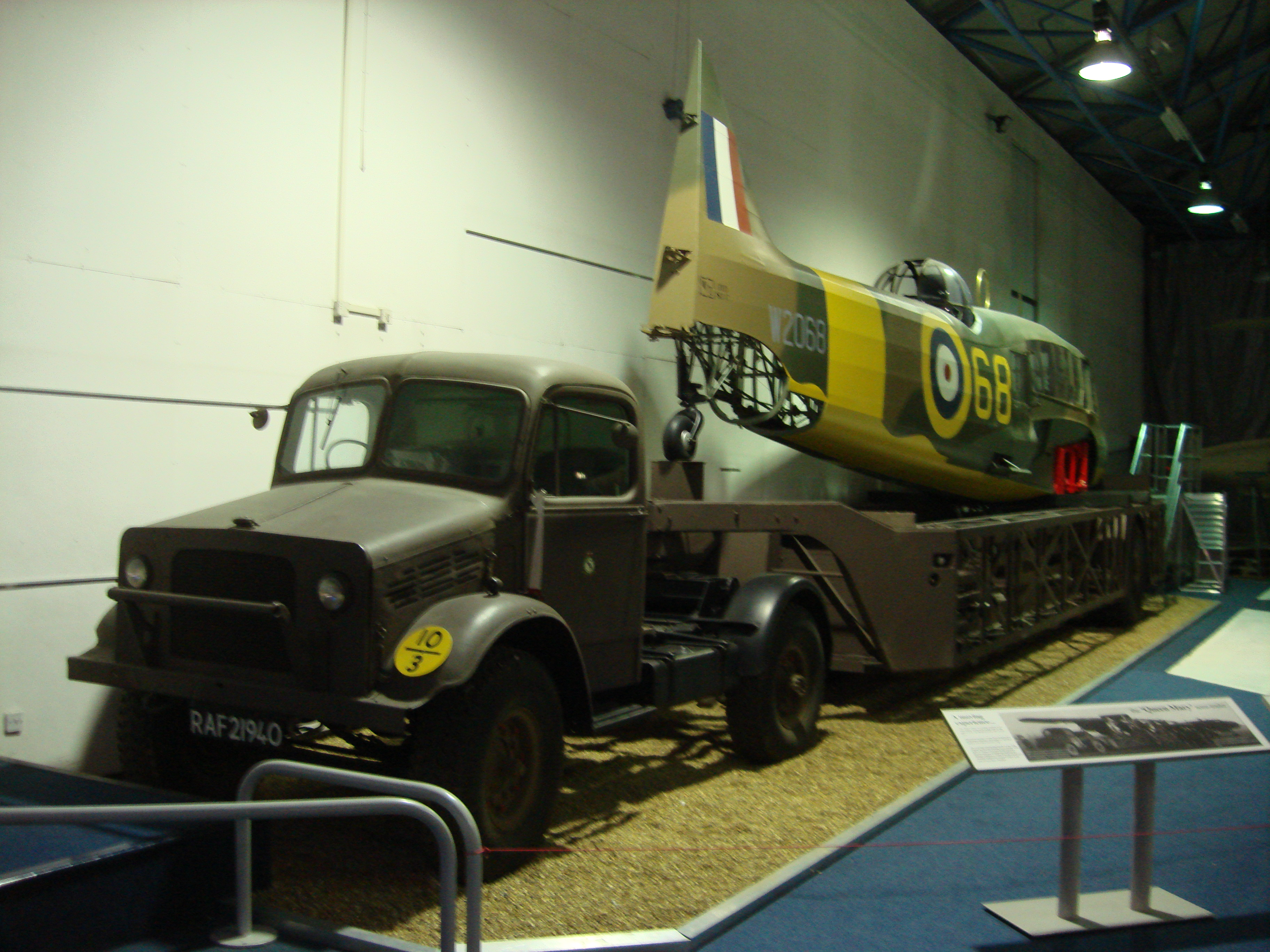
トラクター型のベッドフォードOXC。トレーラーを牽引した状態でイギリス空軍博物館に展示されている。
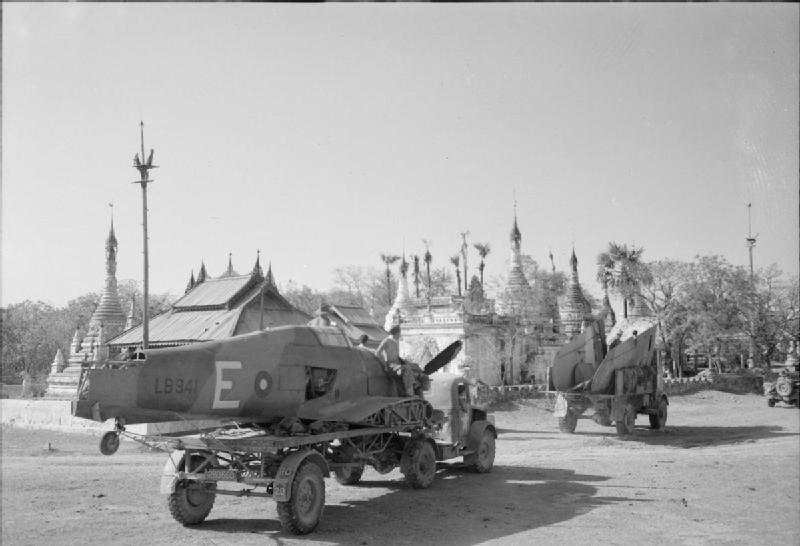
トラクター型のベッドフォードOXC。実戦でも航空機の輸送に使用されていた。

## 使用国
- イギリス
- カナダ
- オーストラリア